# آلپ

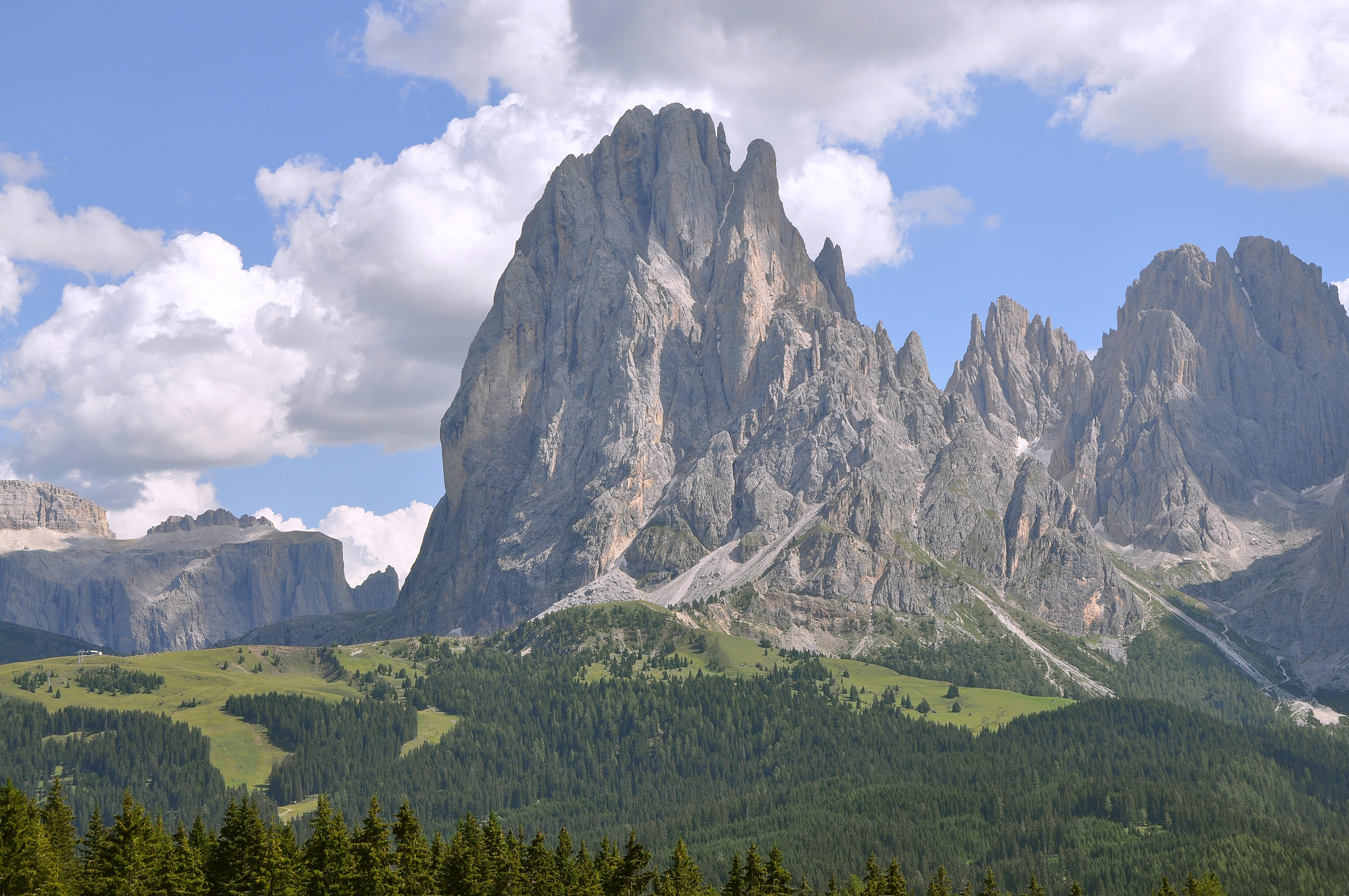
دولومیت‌ها (ایتالیا) جزوی از میراث جهانی یونسکو هستند.

آلپ بلندترین و بزرگ‌ترین مجموعه رشته کوه است که به شکل کامل در اروپا واقع گردیده. حدود۱٬۲۰۰ کیلومتر (۷۵۰ مایل) امتداد آن است. در ۷ کشور آلپ (از طرف غرب به شرق): فرانسه، سوئیس، ایتالیا، لیختن اشتاین، آلمان، اتریش و اسلوونی.
طاق آلپ به شکل کلی از نیس فرانسه در قسمت غرب مدیترانه تا تریسته در دریای آدریاتیک و وین اتریش در ابتدای آبگیر پانونی گسترش پیدا می‌کند. این کوه‌ها طی ده‌ها میلیون سال به دلیل برخورد کردن با صفحات تکتونیکی آفریقا و اوراسیا تشکیل شده است. کوتاه شدن شدید متأثر از این واقعه منجر به بالا آمدن سنگ‌های رسوبی دریایی با رانش و چین خوردگی به سوی قله‌های کوهستانی گسترده مثل مون بلان و ماترهورن شد.
مون بلان مرز فرانسه و ایتالیا را در بر می‌گیرد و ۴٬۸۰۹ متر (۱۵٬۷۷۸ فوت) مرتفع‌ترین کوه آلپ می‌باشد. ناحیه آلپ شامل ۱۲۸ قله مرتفع تر از ۴٬۰۰۰ متر (۱۳٬۰۰۰ فوت) قله است.
ارتفاع و طول دامنه بر آب و هوای اروپا مؤثر بوده. در کوهستان، اندازه بارش بسیار تفاوت دارد و شرایط آب و هوایی از ناحیه‌های جدا شده است. حیات وحشی مثل بزکوهی در قله‌های مرتفع تر تا ارتفاع ۳٬۴۰۰ متر (۱۱٬۱۵۵ فوت) زندگی می‌کنند، و گیاه‌هایی همانندادلوایس در ناحیه صخره ای در ارتفاع‌های پایین‌تر و همچنین در ارتفاع‌های بالاتر رشد می‌کنند.
مدارک اسکان انسان در کوه‌های آلپ به دوره‌های پارینه سنگی بازمی‌گردد. در سال ۱۹۹۱ یک مرد مومیایی گردیده با اندازه ۵۰۰۰ ساله در یخچالی در مرز اتریش و ایتالیا اکتشاف گردیده است.
در قرن ۶ پیش از میلاد، فرهنگ سلتیک لا تن به خوبی اثبات گردید. هانیبال به شکل مشخص با گله ای از فیل‌ها از آلپ گذشت و رومی‌ها در این ناحیه خانه‌هایی داشتند. در سال ۱۸۰۰ ناپلئون با ارتشی ۴۰٬۰۰۰ نفری در یکی از گذرگاه‌های کوهستانی عبور نمود. قرن ۱۸ و ۱۹ شاهد تهاجم طبیعت‌گرایان، نویسنده‌ها و هنرمندها، به خصوص رمانتیک‌ها بود و به دنبال آن دوره‌های طلایی آلپینیسم با آغاز صعود کوهنوردها به قله‌ها شروع شد.
ناحیه آلپ هویتی فرهنگی قوی داراست. فرهنگ سنتی کشاورزی، پنیرسازی و نجاری هنوز هم در روستاهای آلپ موجود می‌باشند، گرچه صنعت گردشگری در روزهای نخست قرن بیستم آغاز به رشد نمود و بعد از جنگ جهانی دوم بسیار بزرگ گردید تا در انتهای قرن به صنعت غالب تغییر یافت.
بازی‌های المپیک زمستانی در رشته‌های آلپ سوئیس، فرانسه، ایتالیا، اتریش و آلمان برگزار گردیده است. از سال ۲۰۱۰، این ناحیه کاشانه۱۴ میلیون نفر و دارای ۱۲۰ میلیون بازدید کننده سالانه بوده است

## ریشه‌شناسی و توپونیوم

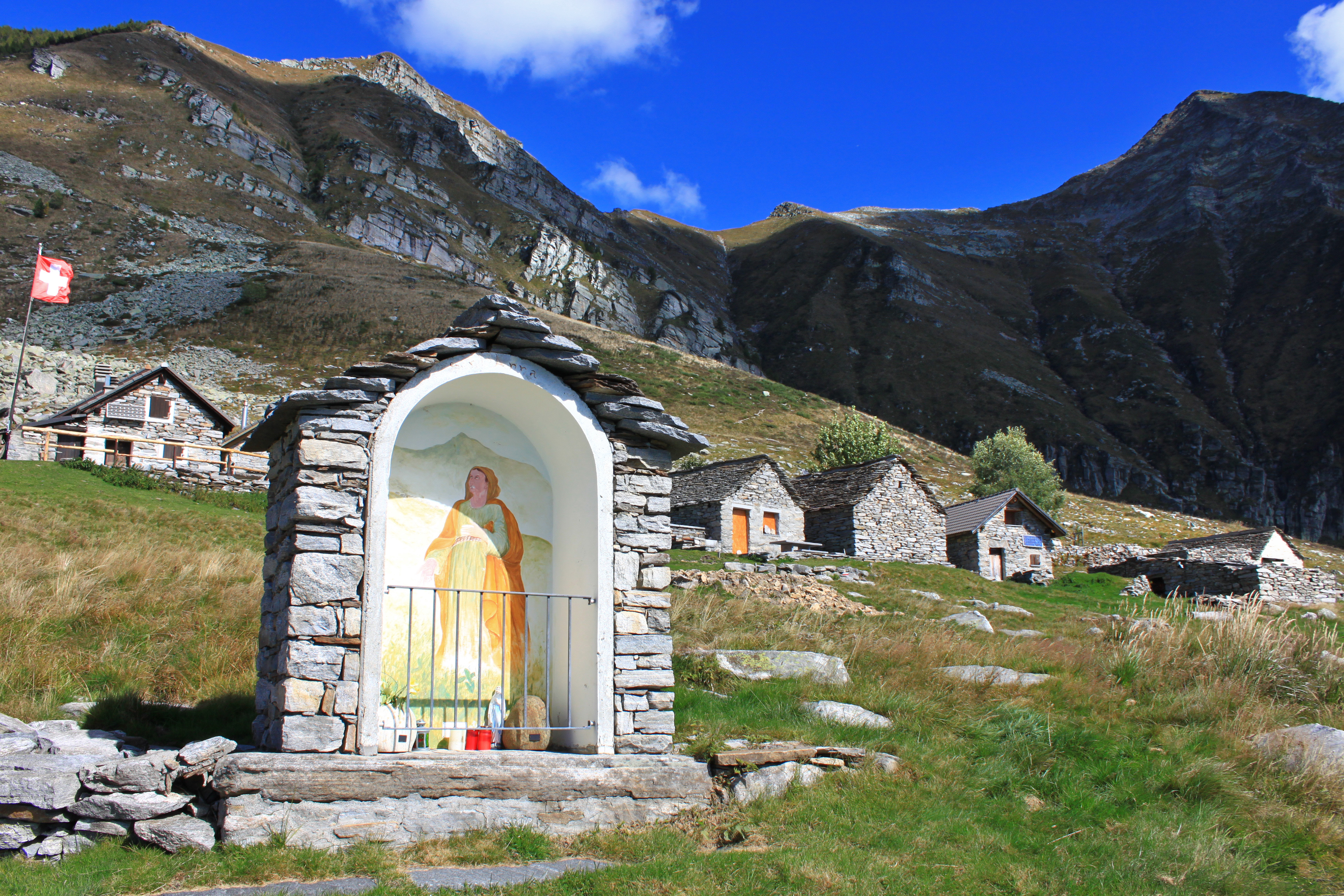
«آلپ» به مرتع بلندی اطلاق می‌شود که فقط در تابستان در آن رفت و آمد می‌کنند. بیشتر شامل چندین کلبه و عبادتگاه‌های کوچک می‌باشد (در اینجا آلپ باردو در تیچینو).

لغت انگلیسی آلپ از لغت لاتین آلپس گرفته شده است.
کلمه لاتین آلپ احیاناً می‌تواند از وصف آلبوس به معنی ("سفید") آمده باشد، یا احیاناً می‌تواند از فرشته یونانی آلفیتو آمده باشد که اسمش با الفیتا، به معنی"آرد سفید" در ارتباط است. آلفوس، جذام سفید خسته کننده؛ و در نهایت کلمه پروتو-هندواروپایی *آلبوس. به شکل شبیهی، خدای رودخانه آلفنوس نیز قرار است از آلفوس یونانی جدا گردیده باشد و به معنی سفید است.
موروس سرویوس هونوراتوس دستور نویس روزهای پایانی قرن ۴ در تفسیر خود بر انیاس از ویرژیل می‌گوید که سلت‌ها کل کوه‌های مرتفع را آلپ می‌نامند.
طبق فرهنگ لغت انگلیسی آکسفورد، آلپ لاتین ممکن است از یک لغت پیش از هند و اروپایی * تپه سفید" اشتقاق یافته است. "آلبانی" اشتقاق یافته در ارتباط است. آلبانی، اسمی که بومی ناحیه مشهور به کشور آلبانی نیست، به عنوان اسمی برای چندین ناحیه کوهستانی در کل اروپا استفاده گردیده شده.
در زمان رومی‌ها، "آلبانی" اسمی برای ناحیه قفقاز شرقی بود، در حالی که در زبان‌های انگلیسی "آلبانی" (یا "آلبانی") گاهی وقت‌ها به عنوان اسمی برای اسکاتلند استفاده می‌شد، گرچه به احتمال بسیار از لاتین اشتقاق یافته است. کلمه آلبوس، به معنی رنگ سفید است.
در زبان‌های کنونی، لغت آلپ، آلم، آلبه یا آلپ به چراگاه‌های چرا در اطراف آلپ زیر یخچال‌ها، نه قله‌ها اشاره دارد.
آلپ به چراگاه‌های کوهستانی بلندی اطلاق می‌گردد که غالباً در حومه یا قسمت بالای خط درخت‌ها واقع گردیده، مکانی که گاوها و نظایر دام‌ها در طول فصول‌های تابستان برای چرا برده می‌شوند و در آن کلبه‌ها و انبارهای یونجه پیدا می‌شوند که گاهی وقت هادهکده‌های کوچکی را ایجاد می‌کنند. پس، لغت «آلپ» به عنوان اشاره به کوه‌ها، اسم نادرستی می‌باشد. لغت قله‌های کوه طبق قوم و زبان متفاوت می‌باشد: کلماتی مثل هورن، کوگل، کوپف، گیپفل، اسپیتزه، استوک و برگ در ناحیه آلمانی‌زبان استفاده می‌شوند. مونت, پیس, تته, پوینت, دندانه, روشه, و ایگلس در ناحیه فرانسوی زبان. و مونت، پیکو، کورنو، پنتا، پیزوو، یا کما در ناحیه‌های ایتالیایی زبان است.

## جغرافیا

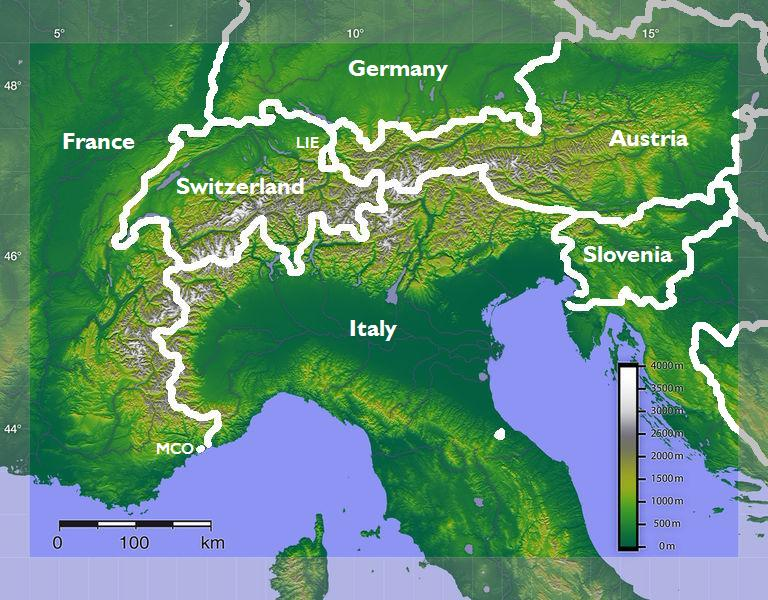
رشته کوه‌های آلپ به شکل کمانی از فرانسه در جنوب و غرب تا اسلوونی در شرق و از موناکو در جنوب تا آلمان در شمال امتداد دارند.

کوه‌های آلپ یک ویژگی جغرافیایی حلقوی شکل در اروپای مرکزی می‌باشد که در منطقه ۸۰۰ کیلومتر (۵۰۰ مایل) واقع شده قوس (خط خمیده) از سمت شرق به غرب و ۲۰۰ کیلومتر (۱۲۰ مایل) می‌باشد در عرض. میانگین ارتفاع قله‌های کوه ۲٫۵ کیلومتر (۱٫۶ مایل) است. این منطقه از دریای مدیترانه به سوی شمال بالای حوضه پو دنباله می‌یابد، از راه فرانسه از گرنوبل راستا می‌یابد و به سمت شرق تا میانه و جنوب سوئیس راستا می‌یابد. دامنه به سوی وین، اتریش و شرق تا دریای آدریاتیک و اسلوونی ادامه دارد.
در قسمت جنوب به شمال ایتالیا داخل می‌رود و از سمت شمال تا مرز جنوبی باواریا در آلمان طول می‌یابد. در ناحیه ای مثلکیاسو، سوئیس، و آلگو، باواریا، مرزبندی میان رشته کوه و زمین‌های هموار مشخص است. در مکان‌های دیگر مثل ژنو، مرزبندی کمتر مشخص گردیده است.
کشورهای دارای کثیری‌ترین قلمرو آلپ مثل: اتریش (۲۸٫۷٪ از همه مساحت)، ایتالیا (۲۷٫۲٪)، فرانسه (۲۱٫۴٪) و سوئیس (۱۳٫۲٪).

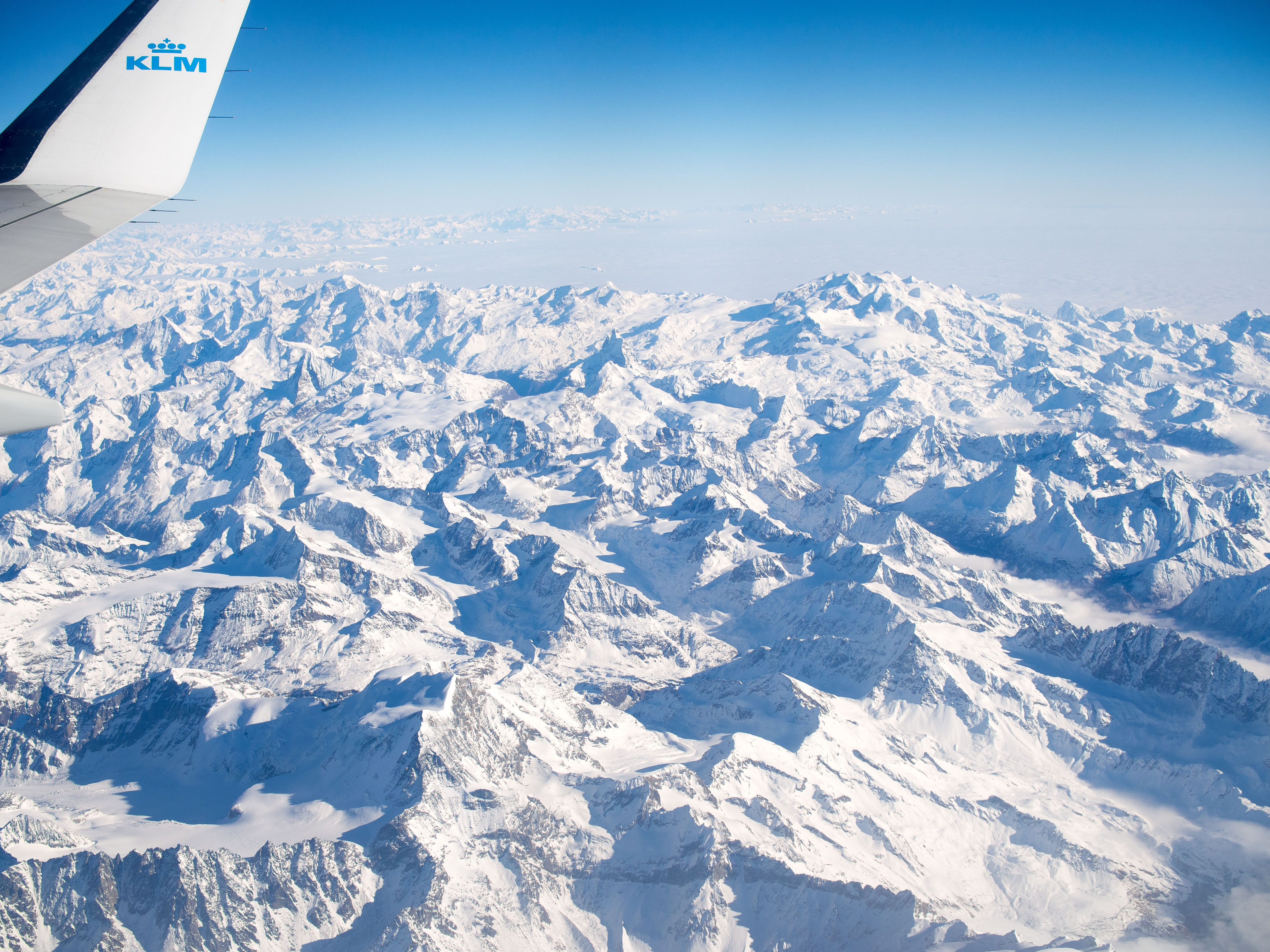
نمای هوایی از رشته کوه‌های پنین، دومین رشته بلند رشته کوه‌های آلپ

بلندترین قسمت این رشته توسط یخبندان دره رون، از مون بلان تا ماترهورن و مونت روزا در پهلوی جنوبی، و آلپ برن در شمال تقسیم می‌گردد. قله‌ها در قسمت شرقی رشته، در اتریش و اسلوونی، کوچکتر از قله‌های قست مرکزی و غربی است.
تفاوت در اسم گذاری در ناحیه ای که توسط رشته کوه‌های آلپ پوشانده گردیده، دسته‌بندی کوه‌ها و ناحیه فرعی را سخت می‌کند، ولی دسته‌بندی کلی آن مربوط به آلپ شرقی و آلپ غربی است که طبق گفته زمین‌شناس استفان اشمید، تقسیم میان این دو در شرق سوئیس رخ می‌دهد در حومه گذرگاه اسپلاژن.

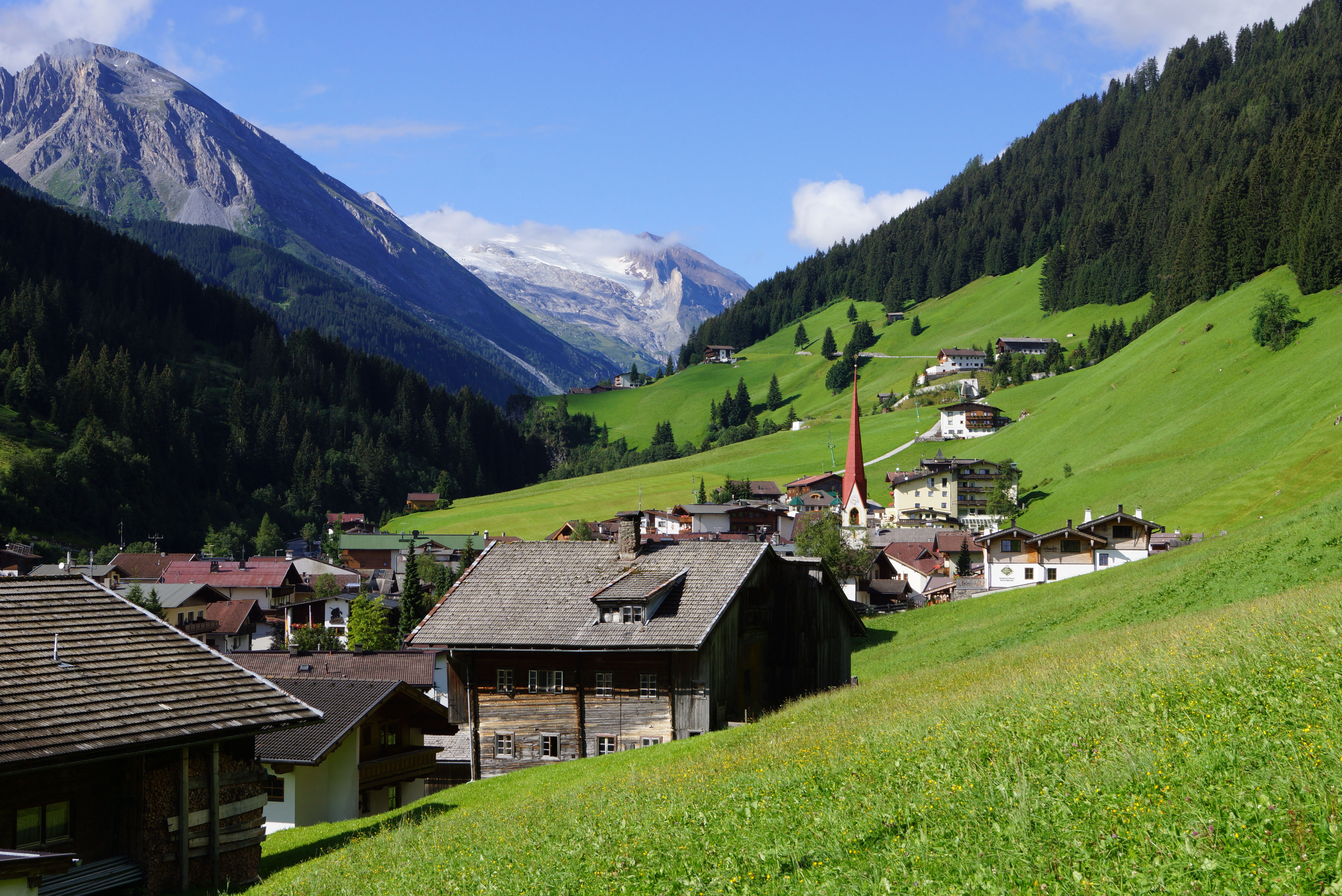
یک روستای کوهستانی معمولی در دره توکسرتال در تیرول، اتریش

مرتفع‌ترین قله‌های آلپ غربی و آلپ شرقی همانند مون بلان با ۴٬۸۱۰ متر (۱۵٬۷۸۰ فوت) مرتفع است. و پیز برنینا در ۴٬۰۴۹ متر (۱۳٬۲۸۴ فوت). دومین قله مرتفع مونته روزا با ۴٬۶۳۴ متر (۱۵٬۲۰۳ فوت) قله می‌باشد و اورتلر، به ترتیب در ۳٬۹۰۵ متر (۱۲٬۸۱۰ فوت) است.
مجموعه ای از رشته کوه‌های پایین‌تر به محاذات زنجیره اصلی رشته کوه‌های آلپ، از غبیل پرآلپ‌های فرانسوی در فرانسه و کوه‌های ژورا در سوئیس و فرانسه واقع شده‌اند. زنجیره ثانویه آلپ حوضه آبخیز از دریای مدیترانه تا وینروالد را دنبال می نمایدو از روی بسیاری از مرتفع‌ترین و نام برده‌ترین قله‌های آلپ گذر می‌کند. از کل دی کادیبونا تا کل ده تنده به سمت غرب حرکت می‌کند پیش از چرخش به شمال غربی و سپس، در حومه کول دلا مادالنا، به سمت شمال. بعد از رسیدن به مرز سوئیس، خط زنجیره اصلی حدوداً ازسمت شرق به شمال شرقی پایان می‌یابد، راهی که تا پایان آن در حومه وین دنبال می‌شود.
پایان شمال شرقی قوس آلپ بی واسطه بر روی دانوب که به دریای سیاه می‌ریزد، لئوپولدزبرگ در حومه وین است. در برابر، قسمت جنوب شرقی آلپ به دریای آدریاتیک در ناحیه پیرامون تریست به سمت دوینو و بارکولا ختمه می‌گردد.

## گذر می‌کند

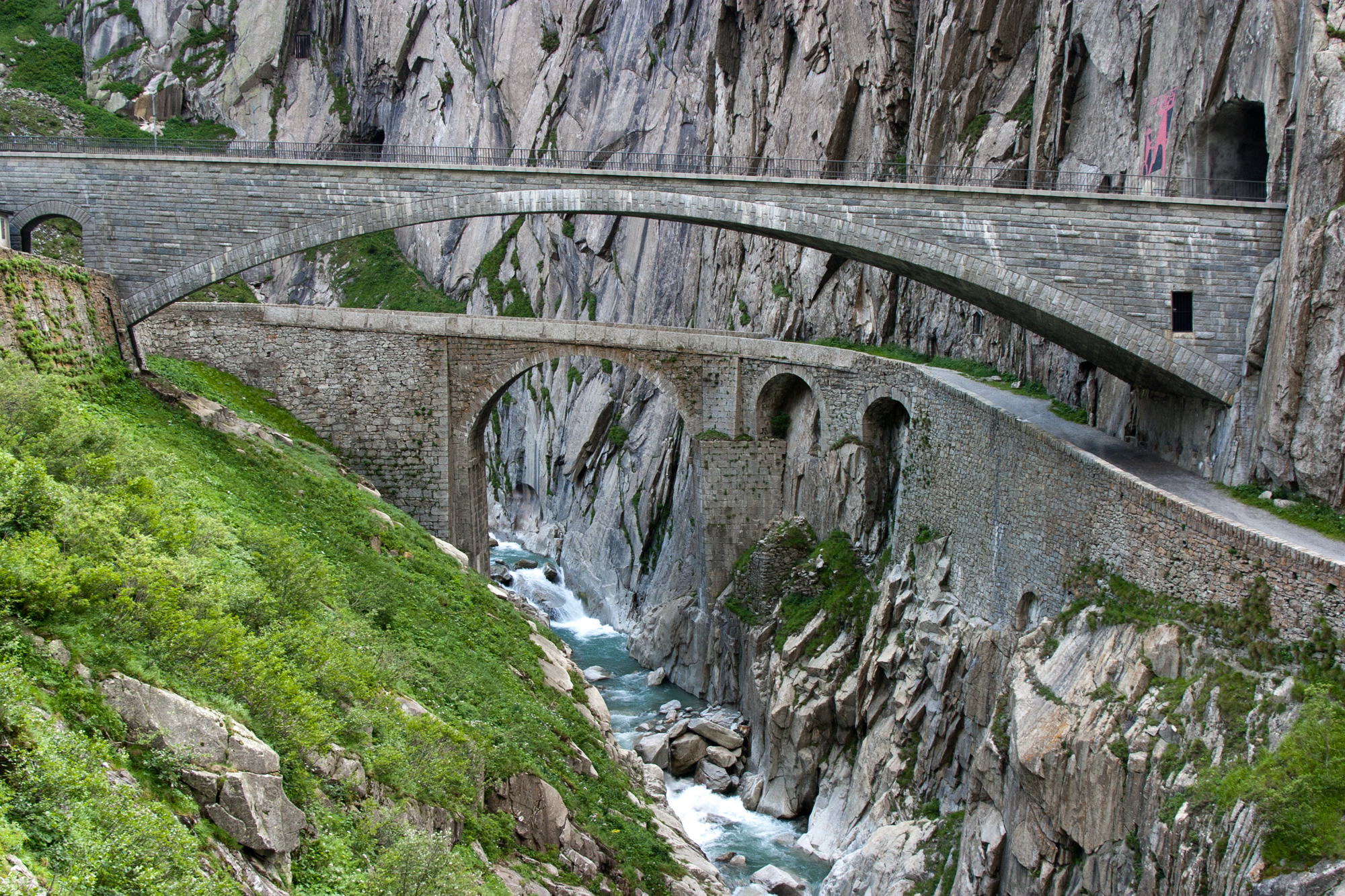
توفلزبروک به معنی (پل شیطان) در مسیر گذرگاه گوتارد. پل مورد استفاده فعلی از سال ۱۹۵۸ بر روی نخستین پل قابل راندن از سال ۱۸۳۰

آلپ برای جنگ و تجارت و توسط زائران، دانشجوها و گردشگرها گذرانده است. راهای گذر از راه جاده، قطار یا پیاده به گذرگاه‌ها مشهور هستند و غالباً از گودشدگی در کوه‌ها ایجاد می گرددکه در آن دره‌ای از دشت‌ها و ناحیه تپه‌ای پیش‌کوهی پایان می‌یابد. 
در دوره قرن‌های وسطی آسایشگاه‌ها با دستورهای مذهبی در قله‌های متعددی از گذرگاه‌های اصلی تشکیل می‌گردد. اصلی‌ترین گذرگاه‌ها همانند: کله دو ایزران به معنی (بالاترین)، گذرگاه کله آگنل، گذرگاه برنر، مون سنیس، گذرگاه بزرگ سنت برنارد، کول دو تند، گذرگاه گوتارد، گذرگاه سمرینگ، گذرگاه سیمپلون و گذرگاه استلویو.

گذرگاه برنر که در مرز ایتالیا و اتریش گذر می‌کند، کوه‌های آلپ اوتزتال و آلپ زیلرتال را از هم جدا می‌گردد و از قرن ۱۴ میلادی به عنوان یک راه تجاری مورد استفاده قرار می‌گرفته. پایین‌ترین گذرگاه آلپ در ۹۸۵ متر (۳٬۲۳۲ فوت) است، سمرینگ از اتریش پایین به استایری گذر می‌کند. از قرن ۱۲ که یک آسایشگاه در آن مکان ساخته شد، به شکل پیاپی مورد استفاده قرار می‌گرفت. مسیر آهن با تونل ۱٫۶ کیلومتر (۱ مایل) طولانی در روزها ی ماه‌های میانی قرن ۱۹ در امتداد راه گردنه ساخته شد. با قله ۲٬۴۶۹ متر (۸٬۱۰۰ فوت)، گذرگاه گسترده سنت برنارد یکی از بلندترین گذرگاه‌های آلپ می باشدکه از مرز ایتالیا و سوئیس در سمت شرق کوه‌های پنین آلپ در مجاورت جناح‌های مونت بلان گذر می‌کند. این گذر توسط ناپلئون بناپارت برای عبور از ۴۰٬۰۰۰ سرباز در سال ۱۸۰۰ استفاده می‌شود .
گذرگاه مونت سنیس یک جاده تجاری و نظامی اصلی میان اروپای غربی و ایتالیا بوده. این گذرگاه توسط نیروهای متعددی در راه خود به شبه جزیره ایتالیا گذر نمود. از کنستانتین یکم، پپن کوتاه قد و شارلمانی گرفته تا هانری چهارم، ناپلئون و پیش از اینگبیرگزجگرهای آلمانی در طول جنگ جهانی دوم.
حال این گذرگاه با تونل بزرگراه فرژوس (بازگشایی در سال ۱۹۸۰) و تونل ریلی (بازگشایی شده در سال ۱۸۷۱) جایگزین گردیده است.
گذرگاه سنت گوتارد در سوئیس مرکزی به تیچینو طی می‌کند. در سال ۱۸۸۲ ۱۵-کیلومتر-long (۹٫۳-مایل) تونل راه‌آهن سنت گوتارد افتتاح گرید که لوسرن در سوئیس را به میلان در ایتالیا متصلمی نماید. ۹۸ سال پس از تونل گوتارد رود (۱۶٫۹ کیلومتر (۱۰٫۵ مایل) طولانی) اتصال بزرگراه ۲آ در گاشنن در سمت شمالی با آیرولو در قسمت جنوب، دقیقاً همانند تونل راه‌آهن است.
در تاریخ ۱ ژوئن ۲۰۱۶ طویل‌ترین تونل راه‌آهن جهان، تونل پایه گوتارد افتتاح گردید که ارستفلد را در کانتون آوری به بودیو در کانتون تیچینو با دو لوله ۵۷٫۱ کیلومتر (۳۵٫۵ مایل) پیوسته می‌کند.
این نخستین تونلی می باشدکه کوه‌های آلپ را در راهی صاف گذر می‌کند.
از تاریخ ۱۱ دسامبر ۲۰۱۶، قسمتی از جدول‌های زمانی منظم راه‌آهن بوده و به شکل ساعتی به عنوان سفر استاندارد میان بازل / لوسرن / زوریخ و بلینزونا / لوگانو / میلان مورد استفاده قرار می‌گرفته است.
مرتفع‌ترین گذر در کوه‌های آلپ کله دو ایزران در ساووآ (فرانسه) با ارتفاع ۲٬۷۷۰ متر (۹٬۰۸۸ فوت) است. و بعد از آن گذرگاه استلویو در شمال ایتالیا با ۲٬۷۵۶ متر (۹٬۰۴۲ فوت)؛ این جاده در سال ۱۸۲۰ ساخته شد.

## بلندترین کوه‌ها

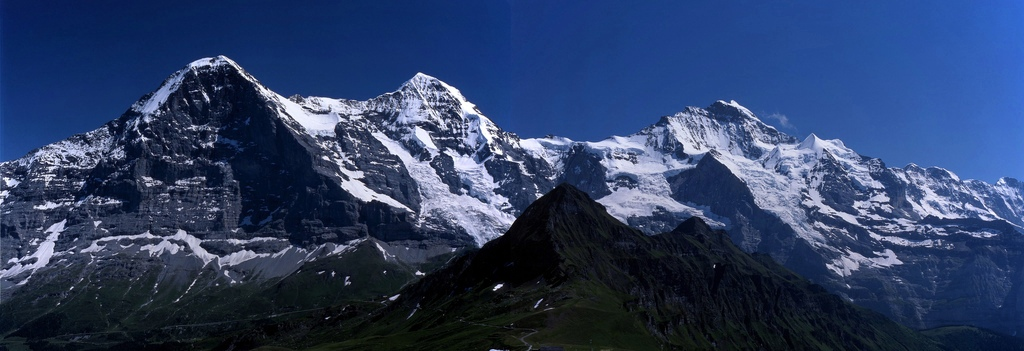
ایگر (که همراه با مونچ و یونگفراو نشان داده شده است) مرتفع‌ترین جبهه شمالی را در کوه‌های آلپ دارد.

اتحادیه بین‌المللی انجمن‌های آلپینیسم (یو یی ای ای) لیستی از ۸۲ جلسه‌های «رسمی» آلپ را تعریف نموده است که دست کم به ۴٬۰۰۰ متر (۱۳٬۱۲۳ فوت) جلسه می‌رسد. . این لیست نه تنها شامل کوه‌ها، بلکه زیر قله‌هایی با برجستگی کم می باشدکه از هدف‌های مهم کوهنوردی محسوب می‌گردند. در زیر ۲۹"چهار هزار" با حداقل ۳۰۰ متر (۹۸۴ فوت) لیست بندی برجستگی شده است.
در حالی که مون بلان برای نخستین بار در سال ۱۷۸۶ و جونگفراو در سال ۱۸۱۱ صعود شد، بیشترچهار هزار نفری آلپ در قسمت دوم قرن ۱۹ صعود کردند، به خصوص پیز برنینا (۱۸۵۰)، دم (۱۸۵۸)، گرند کمبین (۱۸۵۹)) وایشورن (۱۸۶۱) و بار دس اکرین (۱۸۶۴)؛ صعود به ماترهورن در سال ۱۸۶۵ پایان عصر طلایی آلپنیسم بود. کارل بلودیگ (۱۸۵۹–۱۹۵۶) جزو نخستین شخصی بود که توانست از ۴٬۰۰۰ قله اصلی صعود نماید. او سلسله صعودهای خود را در سال ۱۹۱۱ به انتها رساند. بسیاری از سه هزار کوه آلپ بزرگ در روزهای نخست قرن ۱۹ صعود نمودند، به خصوصگروسگلونر (۱۸۰۰) و اورتلر (۱۸۰۴)، گرچه برخی از آنان خیلی دیرتر صعود کردند، مثل مونت پلووکس (۱۸۴۸)، مونت ویزو (۱۸۴۸) ۱۸۶۱) و لامیجه (۱۸۷۷).
نخستین صعود بریتانیایی به مون بلان توسط یک مرد در سال ۱۷۸۸ بود. نخستین صعود توسط یک زن در سال ۱۸۰۸ بود. در میان دهه ۱۸۵۰، کوهنوردهای سوئیسی بیشتر قله‌ها را صعود کرده بودند و صمیمانه به عنوان راهنمای کوه جستجو می‌شدند. ادوارد وایمپر در سال ۱۸۶۵ (بعد از هفت تلاش) به بالای ماترهورن رسید و در سال ۱۹۳۸ آخرین مورد از ۶ جبهه شمالی بزرگ آلپ با نخستین صعود صورت شمالی آیگر صعود کرد.
| نام         | ارتفاع                 | نام          | ارتفاع                 | نام                                        | ارتفاع                                     |
| ----------- | ---------------------- | ------------ | ---------------------- | ------------------------------------------ | ------------------------------------------ |
| مون بلان    | ۴٬۸۱۰ متر (۱۵٬۷۸۱ فوت) | گراند ژوراسس | ۴٬۲۰۸ متر (۱۳٬۸۰۶ فوت) | نوار اکرین                                 | ۴٬۱۰۲ متر (۱۳٬۴۵۸ فوت)                     |
| مونته روزا  | ۴٬۶۳۴ متر (۱۵٬۲۰۳ فوت) | آلفوبل       | ۴٬۲۰۶ متر (۱۳٬۷۹۹ فوت) | شرکهورن                                    | ۴٬۰۷۸ متر (۱۳٬۳۷۹ فوت)                     |
| دام         | ۴٬۵۴۵ متر (۱۴٬۹۱۱ فوت) | ریمپفیشهورن  | ۴٬۱۹۹ متر (۱۳٬۷۷۶ فوت) | اوبر گابلهورن                              | ۴٬۰۶۳ متر (۱۳٬۳۳۰ فوت)                     |
| لیسکامم     | ۴٬۵۳۳ متر (۱۴٬۸۷۲ فوت) | آلچهورن      | ۴٬۱۹۳ متر (۱۳٬۷۵۷ فوت) | گرن پارادیزو                               | ۴٬۰۶۱ متر (۱۳٬۳۲۳ فوت)                     |
| وایشورن     | ۴٬۵۰۶ متر (۱۴٬۷۸۳ فوت) | استرالهورن   | ۴٬۱۹۰ متر (۱۳٬۷۴۷ فوت) | پیز برنینا                                 | ۴٬۰۴۹ متر (۱۳٬۲۸۴ فوت)                     |
| ماترهورن    | ۴٬۴۷۸ متر (۱۴٬۶۹۲ فوت) | دنت دی هرنس  | ۴٬۱۷۴ متر (۱۳٬۶۹۴ فوت) | گراس فیشرهورن                              | ۴٬۰۴۹ متر (۱۳٬۲۸۴ فوت)                     |
| دنت بلانچ   | ۴٬۳۵۷ متر (۱۴٬۲۹۵ فوت) | بریتورن      | ۴٬۱۶۴ متر (۱۳٬۶۶۱ فوت) | گروس گرونهورن                              | ۴٬۰۴۷ متر (۱۳٬۲۷۸ فوت)                     |
| گرند ترکیب  | ۴٬۳۱۴ متر (۱۴٬۱۵۴ فوت) | جونگفرو      | ۴٬۱۵۸ متر (۱۳٬۶۴۲ فوت) | وایسمیس                                    | ۴٬۰۱۷ متر (۱۳٬۱۷۹ فوت)                     |
| فیسترارهورن | ۴٬۲۷۴ متر (۱۴٬۰۲۲ فوت) | ایگیل ورت    | ۴٬۱۲۲ متر (۱۳٬۵۲۴ فوت) | لاگین هورن                                 | ۴٬۰۱۰ متر (۱۳٬۱۵۶ فوت)                     |
| زینالروثورن | ۴٬۲۲۱ متر (۱۳٬۸۴۸ فوت) | مونچ         | ۴٬۱۰۷ متر (۱۳٬۴۷۴ فوت) | <i id="mwAhk">لیست در اینجا ادامه یافت</i> | <i id="mwAhk">لیست در اینجا ادامه یافت</i> |

## زمین‌شناسی و کوه زایی
مفهوم‌های اصلی زمین‌شناسی هنگامی که طبیعت گرایان آغاز به مطالعه صخره‌های آلپ در قرن هجدهم کردند، تشکیل گردید. در میان قرن ۱۹، تئوری ژئوسنکلین‌های نسخ گردیده برای وصف وجود زنجیره‌های کوهستانی «کنده کاری شده» مورد استفاده قرار گرفت، لی در میان قرن ۲۰، نظریه تکتونیک صفحه‌ای به شکل گسترده قبول گردید.

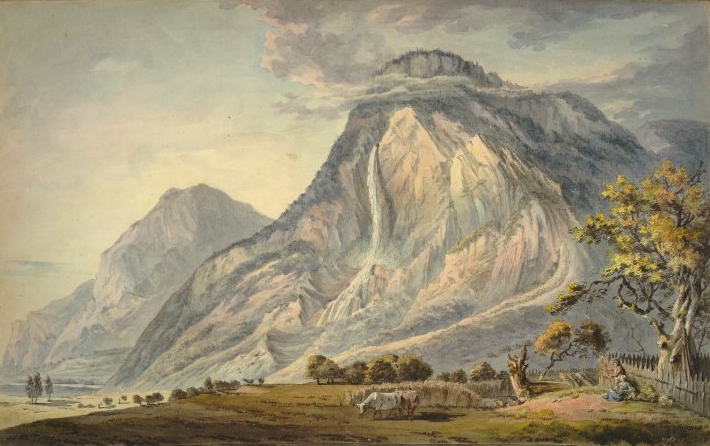
چین‌خوردگی زمین‌شناسی که در آبشار آرپاناز دیده می‌شود، که در نقاشی میان قرن ۱۸ در اینجا نشان داده شده است، توسط زمین‌شناسان قرن ۱۸مورد توجه قرار گرفته است.

ایجاد کوه‌های آلپ (کوهزایی آلپ) یک جریان فصلی بود که نزدیک ۳۰۰ سال شروع شد. میلیون سال قبل در عصر پالئوزوئیک، ابرقاره پانگه از یک صفحه تکتونیکی ایجاد گردیده بود. در دوره هایمزوزوئیک و دریای تتیس میان لوراسیا و گوندوانا در طول دوره ژوراسیک به صفحه‌های جدا جدا تقسیم گردیده. تتیس سپس میان صفحه‌های در حال برخورد متراکم شد و باعث ایجاد رشته‌کوه‌هایی به اسم کمربند آلپید، از جبل الطارق از راه هیمالیا تا اندونزی شد - عملی که در انتهای مزوزوئیک شروع شد و تا بحال ادامه دارد. ایجادکوه‌های آلپ قسمتی از این سیر کوه زایی بود، که ناشی از برخورد میان صفحه‌های آفریقا و اوراسیا بود که در انتهای دوره کرتاسه شروع شد.
زیر تنش و فشار بسیارفشاری، سنگ‌های رسوبی دریایی بالا رفتند و چین‌های خوابیده یا ناپه‌ها و گسل‌های رانشی را تشکیل دادند. همان جور که قله‌های بالارونده فرسودگی کنی واقع شدند، لایه ای از رسوب‌های فلیش دریایی در حوضه فورلند رسوب نمود و با پیشرفت کوه زایی، رسوب‌های در چنگک‌های جوان تر (چین) درگیر شدند. رسوب‌های درشت حاصل از برآمدگی و فرسایش مداوم بعداً به شکل ملاس در ناحیه پیشین رسوب نمودند. ناحیه ملاس در سوئیس و بایرن به خوبی پیشرفت کردند و شاهد تزاید بیشتر فلیش بود.

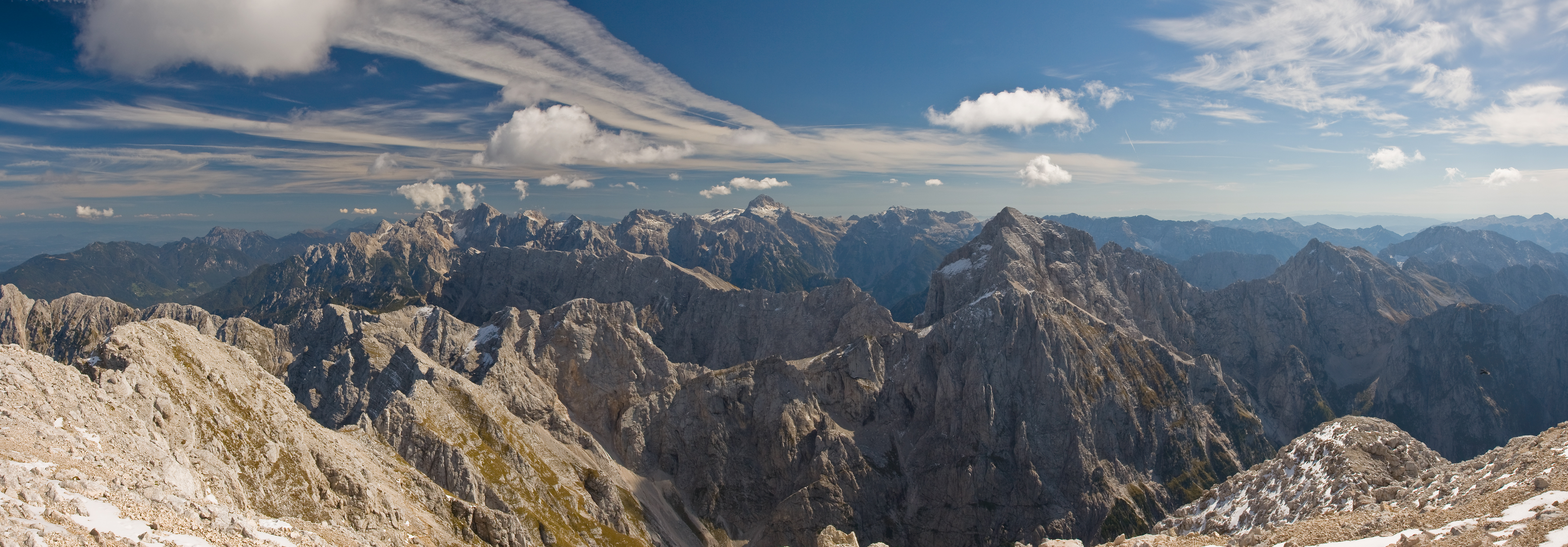
قله‌های دولومیتی پارک ملی تریگلاو در کوه‌های آلپ جولیان

کوه زایی آلپ در چرخه‌های مداوم از راه پالئوژن رخ داده می‌شود و باعث تشکیل تفاوت در شکل‌های پشتی می‌شود و کوه زایی در پایان مرحله باعث پیشرفت کوه‌های ژورا می‌گردد. مجموعه ای از رخدادهای زمین ساختی در دوره‌های تریاس، ژوراسیک و کرتاسه باعث تشکیل ناحیه‌های دیرینه جغرافیایی گوناگون شد. کوه‌های آلپ با سنگ‌شناسی (ترکیب سنگی) و ساختارهای پوشک با توجه به رخدادهای کوه زایی که بر آن‌ها اثر گذاشته، تقسیم‌بندی می‌گردند. زیر قسمت زمین‌شناسی آلپ‌های غربی، شرقی و آلپ جنوبی را مشخص می‌کند: سوئیس در شمال، سیستم پنین و استرالیا آلپاین در مرکز و در جنوب درز پریدریاتیک، سیستم آلپ جنوبی.

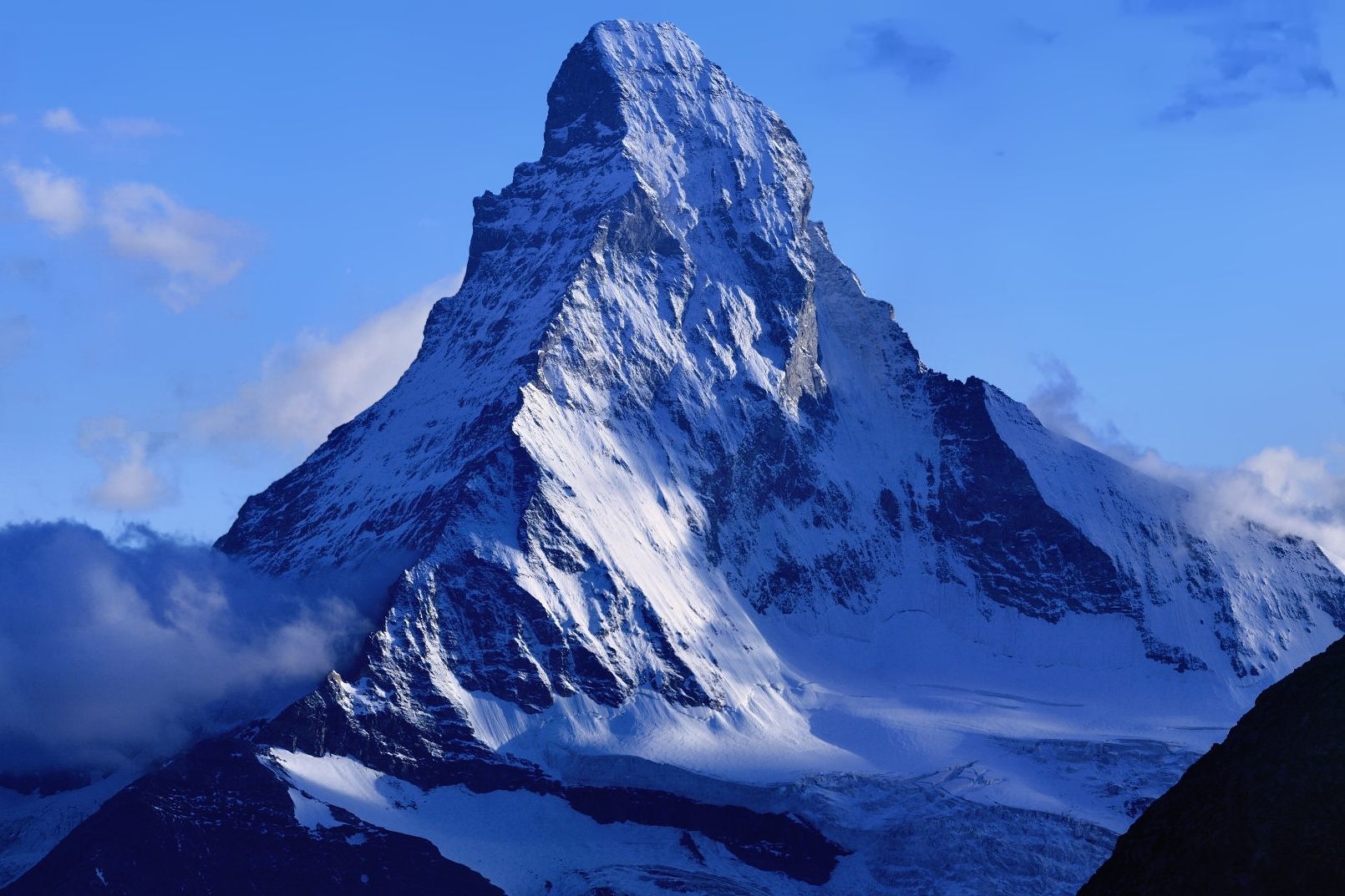
رسوبات مستحیل شده فشرده تتیان و زیرزمین اقیانوسی آنها بین نوک ماترهورن (مرز ایتالیا و سوئیس)، که از گنیس‌ها که در اصل بخشی از صفحه آفریقاست، و پایه قله که بخشی از صفحه اوراسیا می‌باشد، واقع شده‌اند.

به گفته استفان اشمید زمین‌شناس، از آنجایی که آلپ غربی در دوره سنوزوئیک یک رخ داد تحولی را تجربه نموده است در حالی که قله‌های استرالیایی آلپ در دوره کرتاسه مقید رخ دادی شده‌اند، این ۲ منطقه تفاوت‌های برجسته ای را در سازندهای پوشک نشان می‌دهند. ذخیره‌های فلیش در آلپ جنوبی لومباردی احیاناً در دوره کرتاسه یا بعد از آن رخ داده است.
قله‌های فرانسه، ایتالیا و سوئیس در «ناحیه هویلر» واقع شدند که از زیرزمینی با رسوب‌های دوره‌های مزوزوئیک ایجاد گردیده است. انبوه‌های بلندی با پوشش رسوبی خارجی بیشتر در کوه‌های آلپ غربی بچشم می‌خورند و بنابر نهاد رانش پوست ترد دوره نئوژن قرار گرفته‌اند، در حالی که آلپ‌های شرقی نسبتاً تعداد کمی از توده‌های قله بلند دارند. به‌طور مشابه، قله‌های شرق سوئیس که تا غرب اتریش امتداد می‌یابند (پناه‌های حلزونی) از چین خوردگی‌های رسوبی با پوست نازک تشکیل شده‌اند که از سنگ‌های زیرزمین پیشین جدا گردیده‌اند.

به زبان ساده، ساختار کوه‌های آلپ از لایه‌های سنگی با سرآغاز اروپایی، آفریقایی و اقیانوسی (تتیان) ایجاد شده‌اند. ساختار ناپ پایینی سرآغاز قاره اروپا دارد، که در بالای آن روپوش‌های رسوبی دریایی روی هم واقع گردیده‌اند که بالای آن پوشک‌هایی به دست آمده از صفحه آفریقاست. ماترهورن نمونه ای از کوه زایی در حال انجام می‌باشد و مدارکی از چین خوردگی گسترده را نشان می‌دهد. نوک کوه از گنیس‌های صفحه آفریقا ایجاد شده است. پایه قله، زیر منطقه یخبندان، از سنگ زیرزمین اروپایی ایجاد شده است. توالی رسوب‌های دریایی تتیان و زیرزمین اقیانوسی آنان میان سنگ‌های مشتق شده از صفحه‌های آفریقایی و اروپایی قرار گرفته است.
اطاف مرکزی کمربند کوه زایی آلپ به دسته ای چین خورده و نابود شده است که ریشه کنی قله‌های عمودی شیب دار مشخصی از آلپ‌های سوئیس را تشکیل نموده است که به شکل مستقیماً از منطقه قدیمی بلند می‌گردند. قله‌هایی مثل مونت بلان، ماترهورن، و قله‌های مرتفع در آلپ پنین، بریانسونا و هوه تاورن از لایه‌هایی از سنگ‌های کوه‌زایی‌های مختلف از غبیل قرار گرفتن در معرض سنگ‌های زیرزمینی ایجاد شده‌اند.
به دلیل نبود ثبات زمین‌شناسی همیشه حاضر، زمین لرزه‌ها در آلپ تا به حال ادامه دارند. به شکل معمول، گسترده‌ترین زمین لرزه‌های کوه‌های آلپ میان ۶ تا ۷ ریشتر بوده است.

## مواد معدنی
کوه‌های آلپ منابع مواد معدنی است که هزاران سال است استحصال می‌گردند. در قرن‌های ۸ تا ۶، پیش از میلاد در طول فرهنگ هالشتات، گروه‌های سلتیک مس استحصال می‌نمودند. سپس رومی‌ها طلا را برای سکه در ناحیه بد گزته آین استحصال نمودند. ارزبرگ در استایری سنگ آهن با کیفیت بالا را برای صنعت فولاد فراهم می‌کند. کریستال‌هایی همانند سینابار، آمیتیست و کوارتز در بیشتر ناحیه آلپ پیدا می‌شوند. رسوب‌های سینابار در اسلوونی منبع چشمگیری از رنگدانه‌های سینابار هستند.
کریستال‌های آلپ صدها سال مورد برسی و جمع‌آوری واقع گردیده است و در قرن ۱۸ دسته‌بندی گردیدند. لئونارد اویلر شکل کریستال‌ها را مطالعه نمود و در قرن ۱۹ شکار کریستال در ناحیه آلپ رواج داشت. دیوید فردریش ویزر مجموعه ای از ۸۰۰۰ کریستال را جمع نموده است که مورد رصد و مطالعه و مستندسازی قرار گرفت. در قرن ۲۰، رابرت پارکر اثر معروفی دربارهٔ بلورهای سنگی آلپ سوئیس نوشت. در همان دوره کمیسیونی برای کنترل و استاندارد کردن اسم گذاری کانی‌های آلپ تشکیل گردید.

## یخچال‌های طبیعی

این تصویر از سیستم‌های یخچالی توده مون بلان توسط الکساندر کیت جانستون برای اولین بار در سال ۱۸۴۸ در اطلس فیزیکی منتشر شد.

در دوره میوسن، کوه‌ها به دلیل یخبندان دچار ریشه کنی شدید گردیدند، که در میان قرن ۱۹ توسط طبیعت‌شناس لوئیس آگاسیز که مقاله‌ای عرضه نمود مبنی بر پوشیده شدن کوه‌های آلپ در فصل‌های زمانی مختلف از یخ عرضه شد، اشاره شد - انتقادهایی که او هنگام مطالعه شکل داد. سنگ‌های بلندی در حومه خانه‌اش در نوشاتل که به اعتقاد او از غرب در اوبرلند برن سرچشمه می‌گیرند. به دلیل کارش، او به عنوان «پدر مدلول عصر یخبندان» مشهور شد، گرچه سایر طبیعت گرایان پیش از او ایده‌های همسانی را مطرح نمودند.

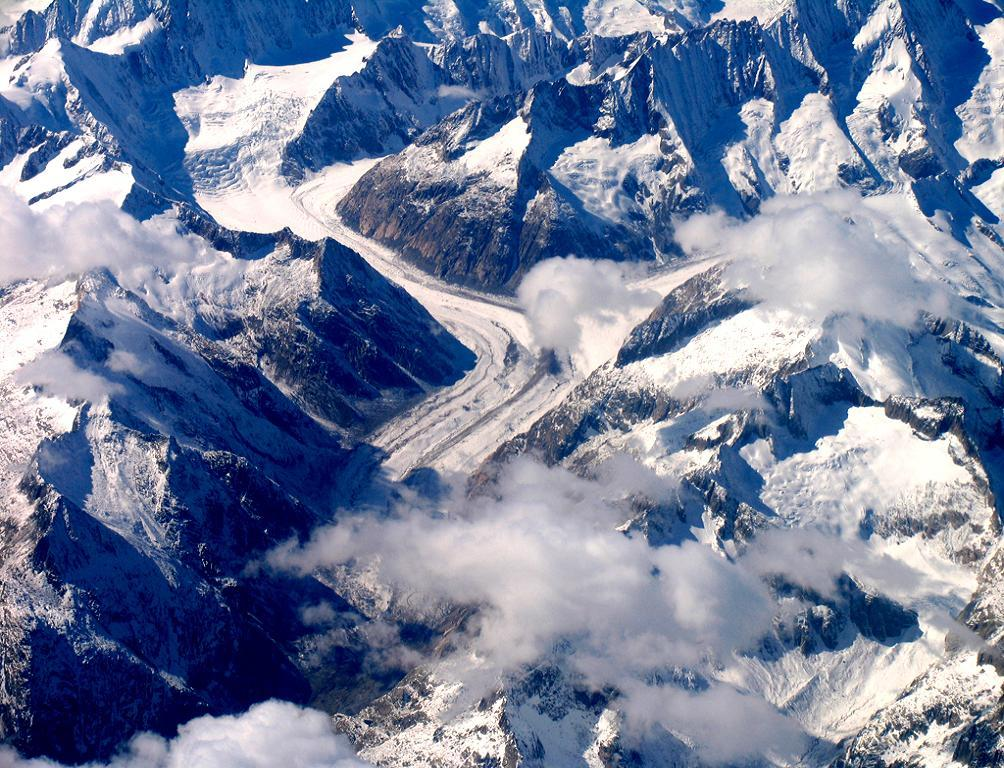
مطالعات لوئیس آگاسیز دربارهٔ یخچال آنترار در دهه ۱۸۴۰ نشان داد که این یخچال در 100 m حرکت کرده است.

آگاسیز حرکت یخچال‌های طبیعی را در دهه ۱۸۴۰ در یخچال آنترارمطالعه نمود، مکانی که آگاه شد یخچال ۱۰۰ متر (۳۲۸ فوت) جابجا گردیده شده. در سال، در میان تندترین از لبه‌ها. کار او توسط دانشمندهای دیگر ادامه پیدا کرد و امروزی یک آزمایشگاه دائمی در داخل یخچال طبیعی زیر جونگفراوجوچ موجود است که به تنهایی به مطالعه یخچال‌های آلپ مختص است.
یخچال‌های طبیعی سنگ‌ها را گردآوری می‌کنند و با تداول آن‌ها رسوب می‌کنند. این کار باعث ریشه کنی و ایجاد دره‌ها در طول وقت‌ها می‌شود. دره مسافرخانه نمونه ای از دره ای می‌باشد که توسط یخچال‌های طبیعی در دوره‌های یخبندان با ساختار پلکانی معمولی ناشی از ریشه کنی حک گردیده شده. سنگ‌های ریشه کنی شده از پایان عصر یخبندان در پایین دره واقع شدند در حالی که بالای دره از ریشه کنی دوره‌های یخبندان پیشین ایجاد گردیده شدند. دره‌های یخبندان دارای دیواره‌های شیب دار (نقش برجسته) هستند. دره‌های با برجستگی‌های پایین‌تر و شیب‌های تالوس، بقایای فرورفتگی‌های یخچالی یا دره‌هایی می‌باشند که پیش از این پر شده بودند. مورین‌ها، مجعد سنگ‌هایی که در طول حرکت یخچال گرد شده‌اند، در لبه‌ها، مرکز و انتهای یخچال‌ها جمع می‌شوند.

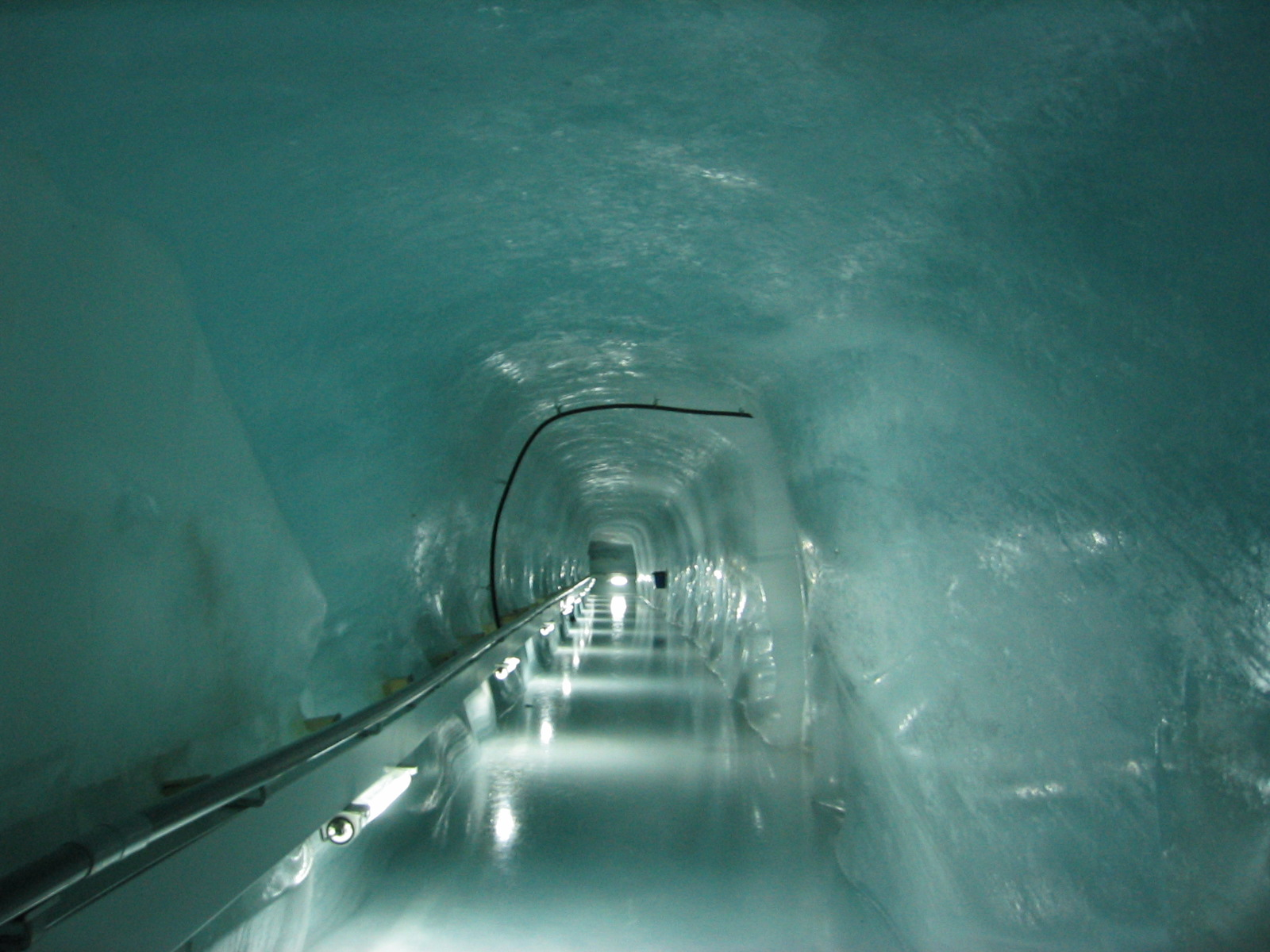
تونل ابوالهول که ایستگاه راه‌آهن جونگفراوجوچ را از راه یخچالی در جونگفراوجوچ به رصدخانه ابوالهول متصل می‌کند.

یخچال‌های آلپ می‌توانند رودخانه‌های مستقیم یخی، رودخانه‌های فراگیر طولانی، به شکل بادبزنی (یخچال‌های پیمونت) و پرده‌هایی از یخ که از دامنه‌های عمودی قله‌های کوه آویزان می‌باشند، هستند. ترس‌های ناشی از حرکت باعث می‌گردد یخ شکسته شود و با صدای بلند ترک بردارد، شاید توصیفی باشد که چرا فکر می‌کرد کوه‌ها در دوره قرن‌های وسطی خانه اژدها بوده‌اند. این شکاف شکاف‌های غیرقابل پیش‌بینی و خطرناکی را تشکیل می‌کند که اغلب در زیر بارش برف جدید نامرئی هستند که بیشترین خطر را برای کوهنوردها تشکیل می‌دهند.
یخچال‌های طبیعی به غارهای یخی (یخچال رون)، با گذر نمودن به دریاچه یا رودخانه، یا ریختن ذوب برف روی یک علفزار ختمه می‌یابند. گاهی وقت‌ها یک تکه از یخچال جدا می‌گردند یا شکسته می‌شود که منجر به سیل، خسارت به خانه‌ها و صدمه‌های جانی می‌گردد.
میزان بارندگی زیاد باعث می‌گردد که یخچال‌ها در بعضی ناحیه به سطح منجمد دائمی فرود آیند، در حالی که در ناحیه دیگر، خشک‌تر، یخچال‌ها بالای ۳٬۵۰۰ متر (۱۱٬۴۸۳ فوت) باقی می‌مانند. سطح. ۱٬۸۱۷ کیلومتر مربع (۷۰۲ مایل مربع) از رشته کوه‌های آلپ پوشیده از یخچال‌های طبیعی در سال ۱۸۷۶ به ۱٬۳۴۲ کیلومتر مربع (۵۱۸ مایل مربع) کم شده‌اند. تا سال ۱۹۷۳، منجر به کم شدن سطح روان آب رودخانه شد. ۴۰ درصد از یخبندان در اتریش از سال ۱۸۵۰ ناپدید گردیده‌اند و ۳۰ درصد آن در سوئیس.

## رودخانه‌ها و دریاچه‌ها

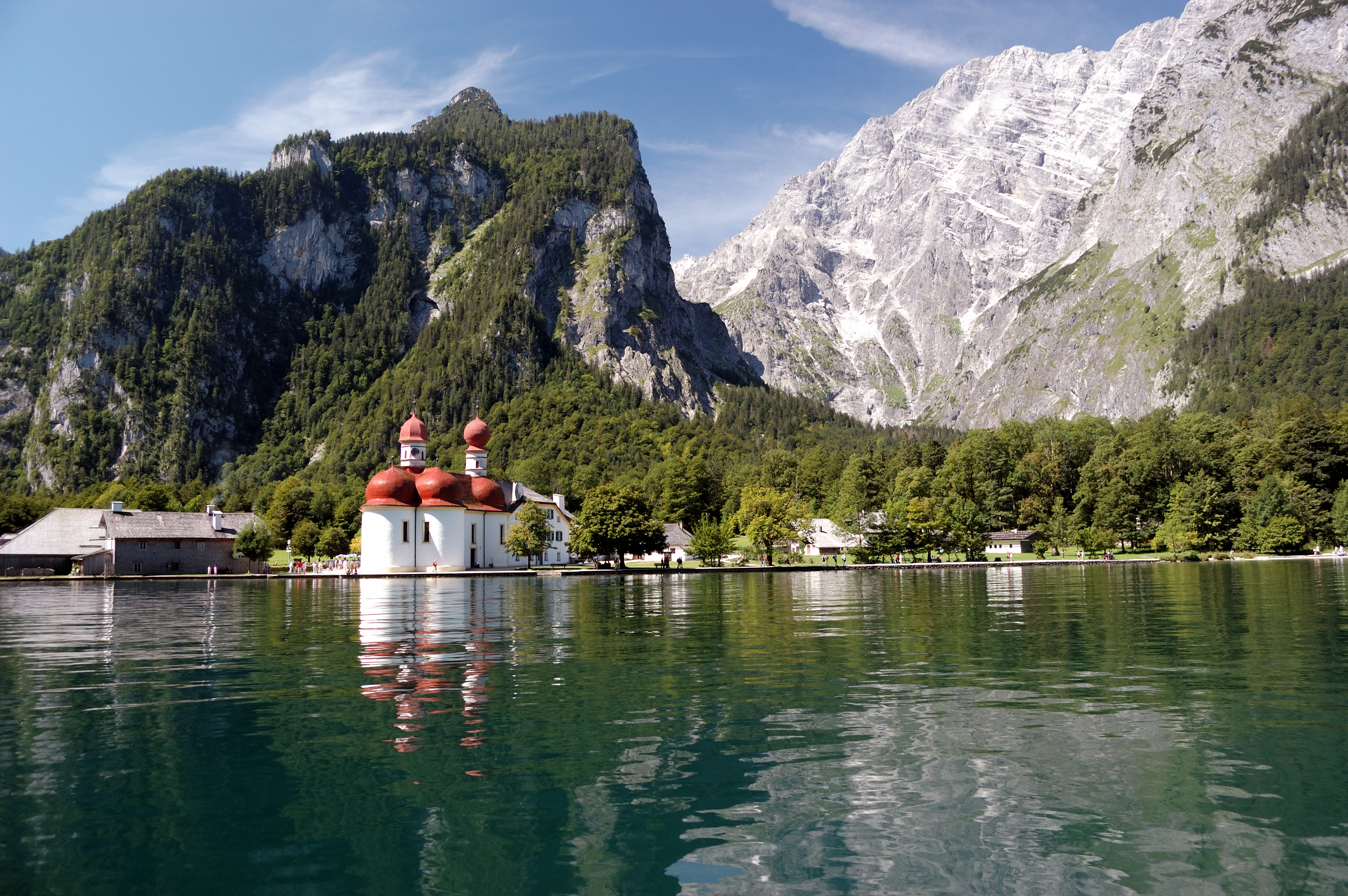
کلیسای کوچک بارتولومئوس در کونیگسی در باواریا یک راه گردشگری محبوب است.

کوه‌های آلپ، اروپای پست را با آب آشامیدنی، آبیاری و برق آبی تأمین می‌نماید. گرچه این ناحیه تنها حدود ۱۱ درصد از مساحت اروپا را ایجاد می‌کند، کوه‌های آلپ تا ۹۰درصد از آب را برای ناحیه پست اروپا، به خصوص ناحیه خشک و در طول ماه‌های تابستان تأمین می‌نماید. شهرهایی مثل میلان به ۸۰ درصد آب روان آب آلپ وابسته می‌باشند. آب رودخانه‌ها در حداقل ۵۵۰ نیروگاه برق آبی مورد استفاده قرار می‌گیرند، با در نظر گرفتن تنها نیروگاه‌هایی که حداقل ۱۰ مگاوات برق تولید می‌کنند.
رودهای مهم اروپایی همانند راین، رون، این و پو از کوه‌های آلپ سرازیر می‌گردند که همه آنان در کوه‌های آلپ سرچشمه می‌یابند و به کشورهای همسایه سرازیر می‌شوند و در نهایت به دریای شمال، دریای مدیترانه، دریای آدریاتیک ریخته می‌شود. دریا و دریای سیاه. رودخانه‌های دیگری همانند دانوب که با دارا بودن شاخه‌های اصلی هستند که از کوه‌های آلپ سرچشمه می‌گیرند.
رود رون بعد از نیل به عنوان منبع آب شیرین بعد از دریای مدیترانه دوم می‌باشد. رودخانه به عنوان آب ذوب یخبندان شروع می‌شود، به دریاچه ژنو ریخته می‌شود و از آنجا به فرانسه گذر می‌کند، مکانی که یکی از قابلیت‌های آن خنک کردن نیروگاه‌های هسته ای است. راین در ۳۰-کیلومتر-مربع (۱۲-مایل-مربع) منشأ می‌گیرد. مساحتی در سوئیس می باشدو حدود ۶۰ درصد آب صادر شده از این کشور را ایجاد می‌کند. دره‌های شاخه‌ای، که بعضی از آنان پیچیده هستند، آب را به دره‌های اصلی راهنمایی می‌کنند که ممکن است در طول فصول ذوب برف، هنگامی که روان‌آب‌های سریع باعث تشکیل سیلاب‌های آوار و رودخانه‌های متورم می‌شود، سیل را تجربه نمایند.
رودخانه‌ها دریاچه‌هایی را ایجاد می‌کنند، مثل دریاچه ژنو، دریاچه‌ای حلقوی شکل که از مرز سوئیس با لوزان در قسمت سوئیس و شهر اویان-له-بن در سمت فرانسه گذر می‌کند. در آلمان، کلیسای سنت بارتولومئوس قرن‌های وسطایی در ضلع جنوبی کونیگزی ساخته شد که فقط با قایق یا با بالا رفتن از قله‌های کناری قابل دسترسی است.

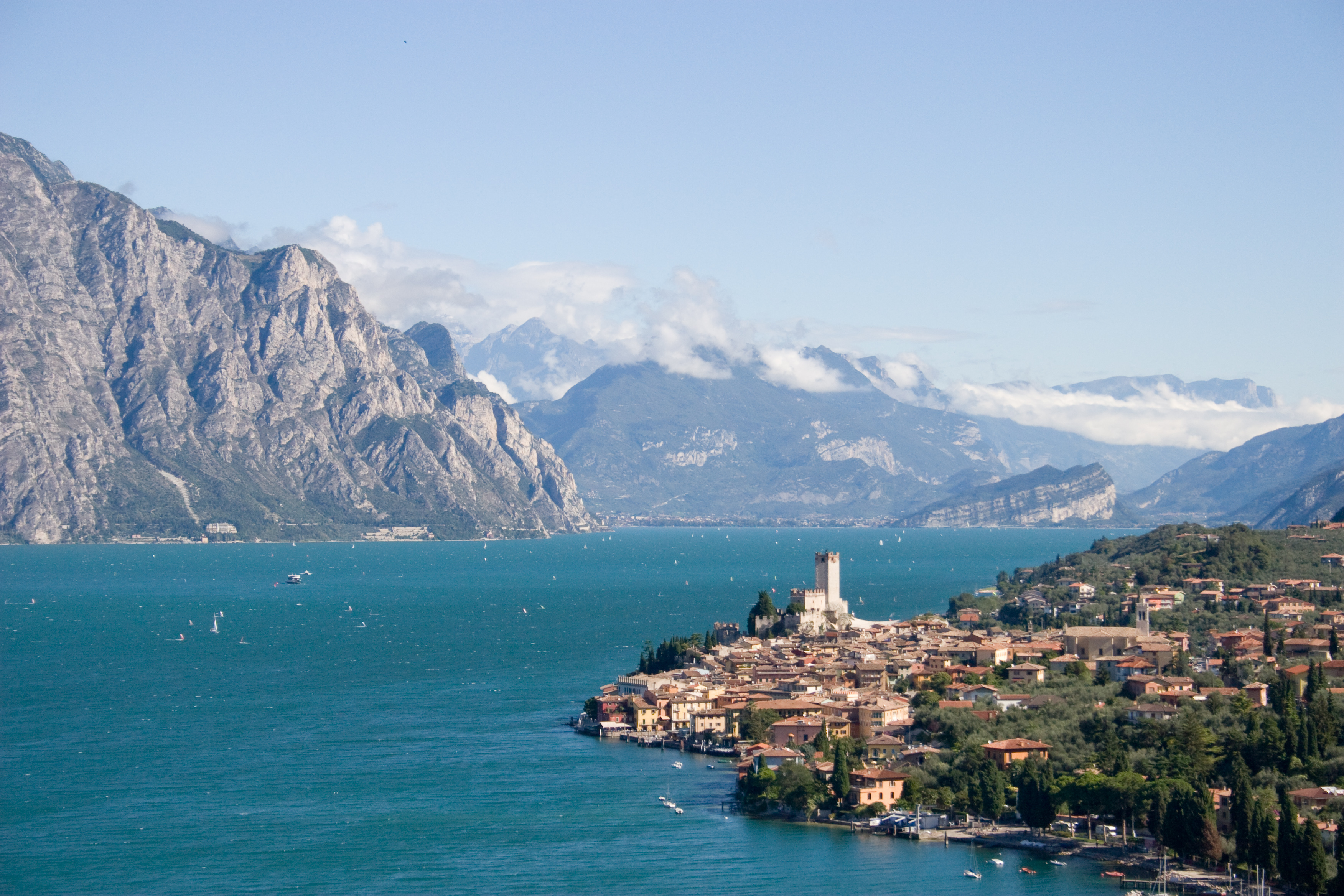
دریاچه‌های قبل از آلپ جنوبی مثلدریاچه گاردا با آب و هوای گرم تری نسبت به ناحیه دور آن مشخص می‌شوند

علاوه بر این، کوه‌های آلپ منجر به تشکیل دریاچه‌های گسترده در ایتالیا شده است. به عنوان نمونه، سارکا، جریان نخستین دریاچه گاردا، از کوه‌های آلپ ایتالیا مآخذ می‌شوند. دریاچه‌های ایتالیا از دوره‌های روم به دلیل آب و هوای ملایم آنان یک مقصد گردشگری دلدار هستند.
دانشمندان در حال رصد تاثیر تغییرات آب و هوا و مصرف آب بوده‌اند. همانند، هر سال آب کثیری از رودخانه‌ها برای برف سازی در پیست‌های اسکی منحرف می‌گردند، که اثر بخشی آن هنوز ناشناخته می‌باشد. علاوه بر این، کاهش ناحیه یخبندان همراه با زمستان‌های پی در پی با بارندگی کمتر از حد انتظار ممکن است اثر بخشی‌های آینده بر رودخانه‌های آلپ و همچنین تأثیری بر دسترسی به آب در ناحیه پست داشته باشد.